# Gare centrale de Baranavitchy
La gare centrale de Baranavitchy (Баранавічы-Цэнтральныя en cyrillique biélorusse) est une gare ferroviaire à Baranavitchy en Biélorussie. 

## Histoire
Elle a été inaugurée le 28 novembre 1871 sur le tronçon Moscou- Brest avec un bâtiment en bois.
À la fin de 1907, un réseau ferroviaire développé a été formé autour de la ville, des tronçons vers Lyda - Volkovysk - Mosty - Grodno et Lyda - Molodechno ont été construits.

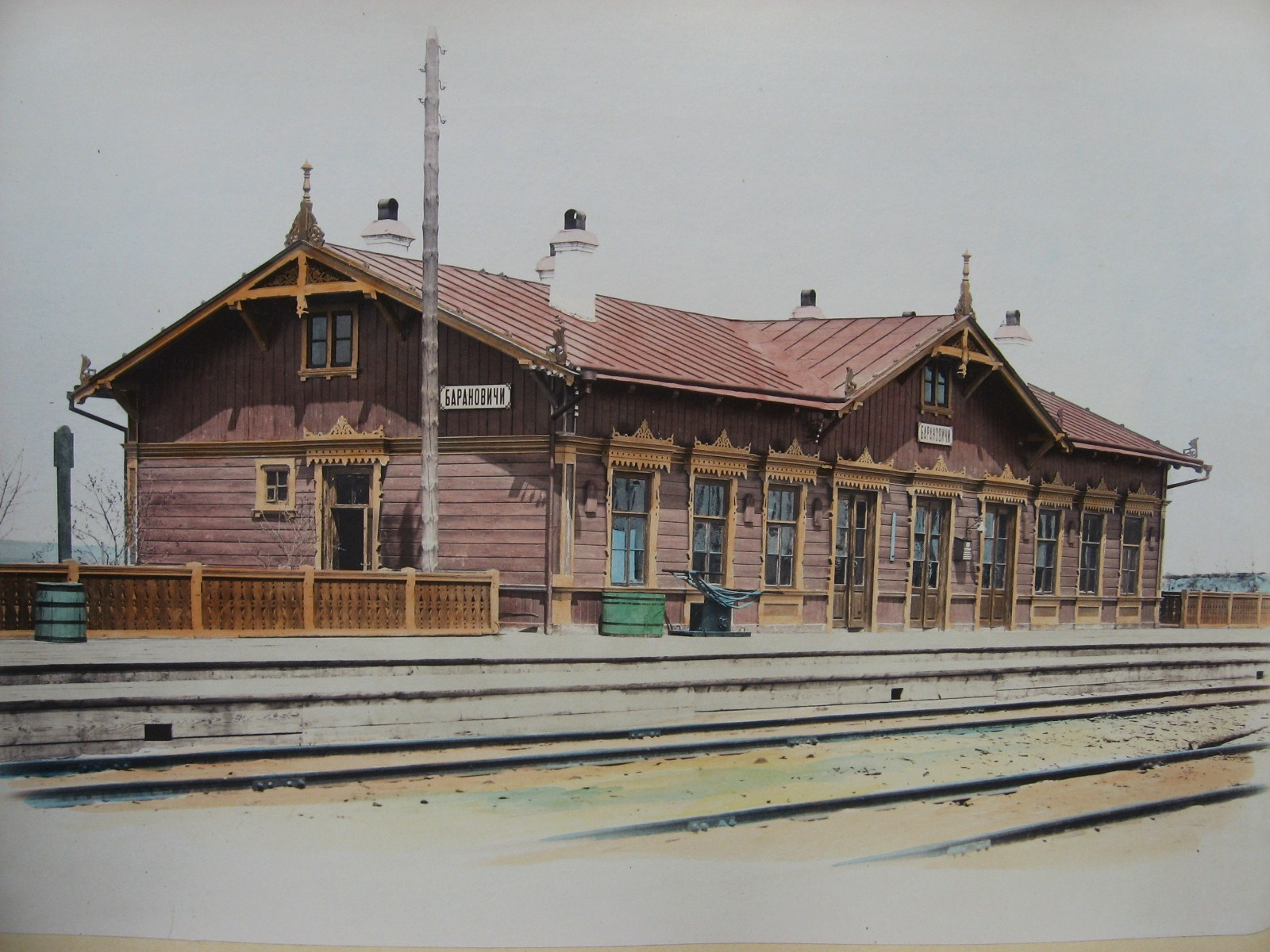
En 1880 et
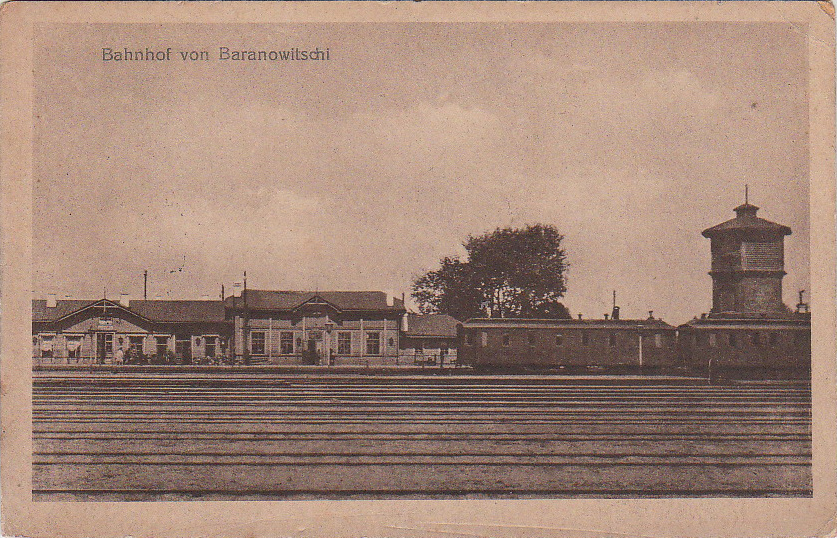
1918 avec son château d'eau.
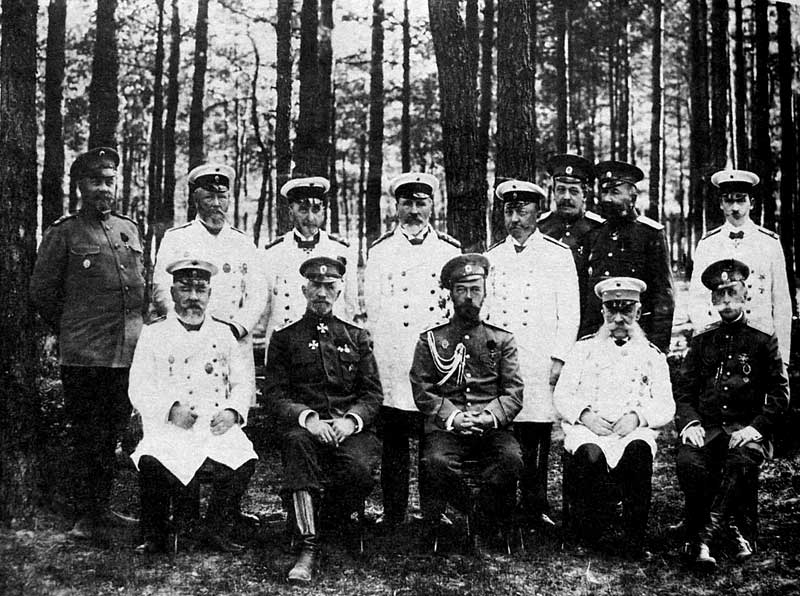
Le 14 juin 1915 le conseil des ministres en la gare.
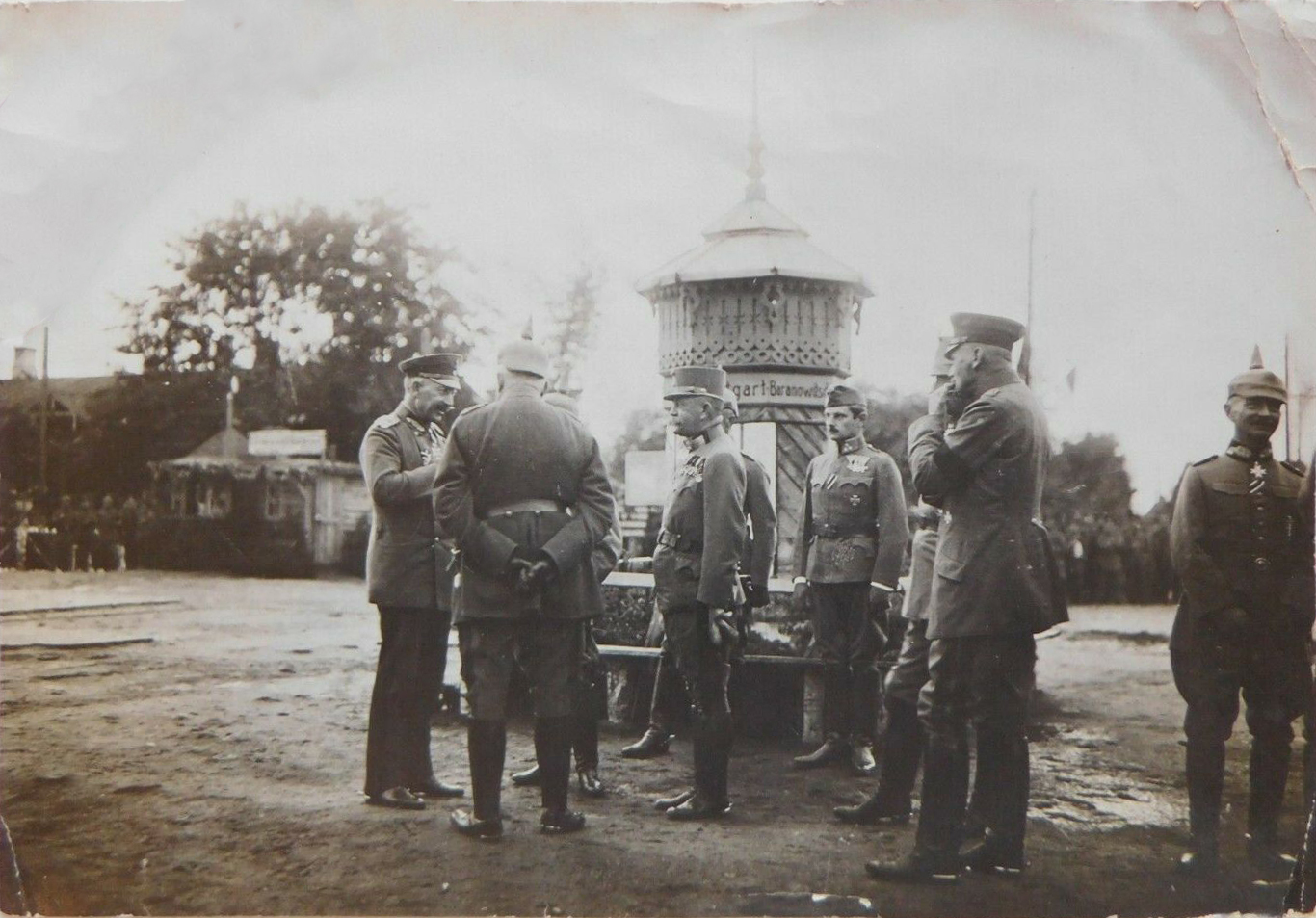
En 1817 des militaires autro-hongrois et allemands.

Le 6 novembre 1983, le tronçon Baranovichi-Berestya a été électrifié entre Baranovitchi et Brest.

## Intermodalité

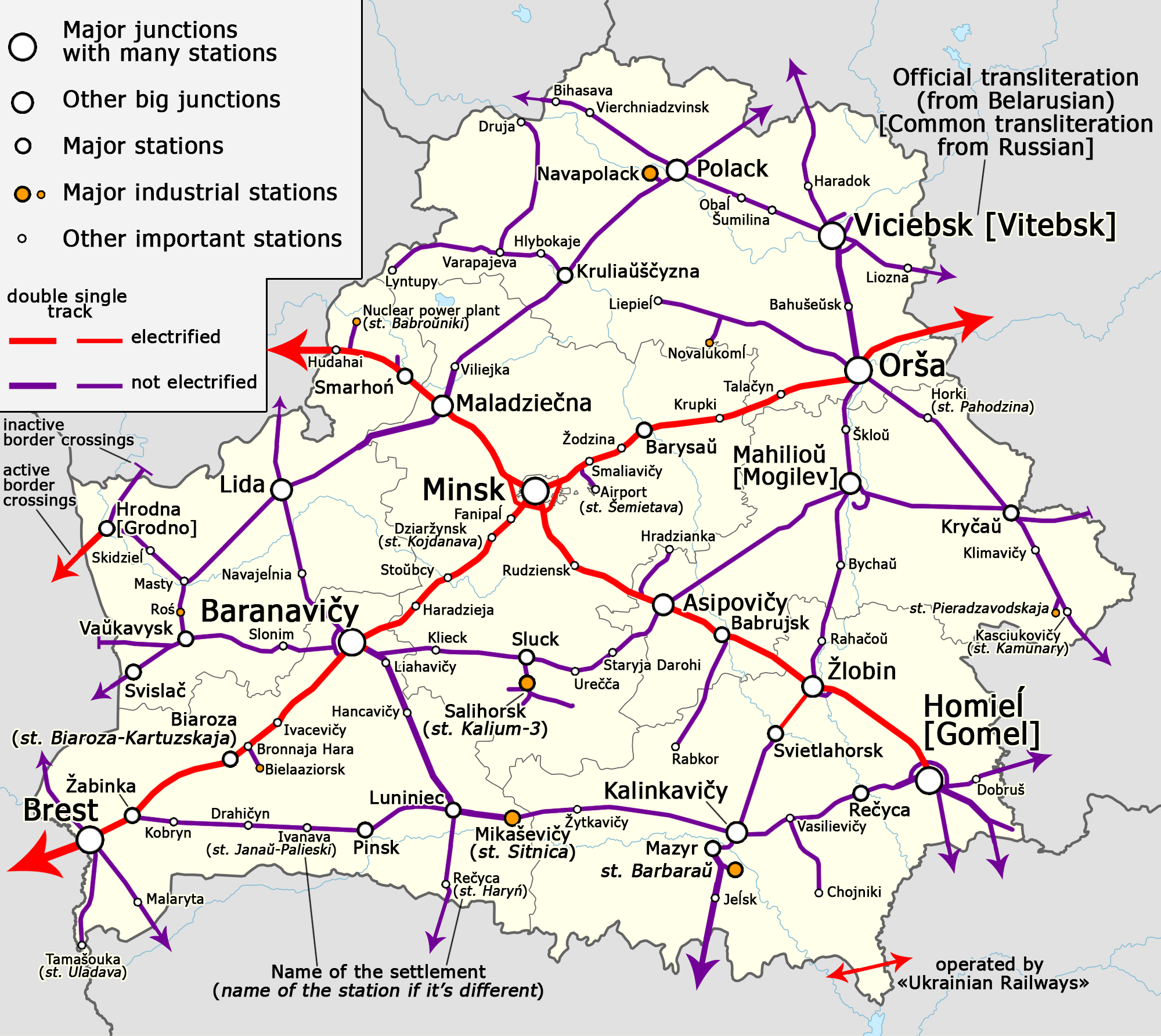
Le réseau ferroviaire.